# Marceli Nowotko

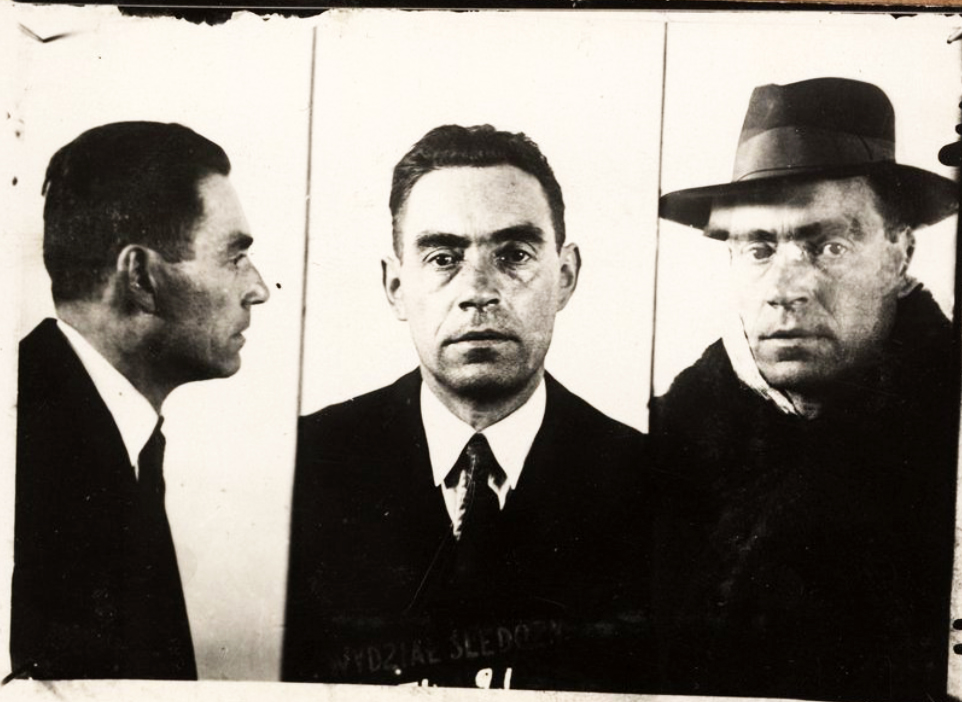
Marceli Nowotko po aresztowaniu przez Policję Państwową za działalność komunistyczną.

Marceli Nowotko, właśc. Marceli Nowotka, pseudonim „Marian”, „Stary” (ur. 8 lipca 1893 w Warszawie, zm. 28 listopada 1942 tamże) – polski robotnik, ślusarz, działacz socjaldemokratyczny i komunistyczny; od 1916 członek Socjaldemokracji Królestwa Polskiego i Litwy, w latach 1918–1938 członek Komunistycznej Partii Polski, więziony w latach 1929–1933 i 1936–1939; w 1941 przebywał w Moskwie, współorganizator Grupy Inicjatywnej, następnie przerzucony do kraju, w 1942 członek założyciel i pierwszy I sekretarz Polskiej Partii Robotniczej.

## Życiorys
Nowotko urodził się w Warszawie, w wielodzietnej rodzinie jako syn robotników folwarcznych Mateusza i Franciszki z domu Steckiej. Miał pięciu braci i jedną siostrę. Po ukończeniu 4-klasowej szkoły ludowej w Krasnem pod Ciechanowem, w 1906 został pomocnikiem ogrodnika. Po przeniesieniu się rodziny w połowie 1907 roku do Ciechanowa, w latach 1907–1915 pracował w cukrowni jako pomocnik ślusarza, następnie ślusarz. Duży wpływ na rozwój poglądów politycznych Nowotki wywarł w tych latach Kazimierz Tomaszewski, działacz antyniepodległościowej Socjaldemokracji Królestwa Polskiego i Litwy (SDKPiL). Na początku 1916 r. Nowotko został członkiem SDKPiL, potem (od 1918 r.) KPP. 
W 1918 r. współorganizował Radę Robotniczo-Chłopską w Ciechanowie (rozbitą w marcu 1919). Stał na czele miejscowej Milicji Ludowej. W maju 1919 był współorganizatorem i sekretarzem miejscowego oddziału Związku Zawodowego Robotników Rolnych RP i jego instruktorem na powiaty ciechanowski, mławski, makowski, przasnyski i pułtuski. W październiku 1919 współorganizował powszechny strajk robotników rolnych. Był sekretarzem oddziału Związku Zawodowego Cukrowników. Był również sekretarzem Klubu Robotniczego w Ciechanowie. W maju 1920 roku aresztowany i zwolniony za kaucją. 
W sierpniu 1920 r. był członkiem Komitetu Rewolucyjnego w Łapach. Podczas wojny polsko-bolszewickiej 1920 r. był sekretarzem Polrewkomu w Wysokiem Mazowieckiem. 
Po wojnie 1920 r. Nowotko działał na Śląsku, Kieleckiem, Wielkopolsce i w ówczesnej Wschodniej Polsce. Od 1921 przewodniczący Związku Zawodowego Metalowców. W październiku 1921 współorganizował strajk robotników rolnych w Wielkopolsce. Od 1923 r. członek KC KPZU. W 1924 został członkiem Wydziału Rolnego KC KPP. Później był sekretarzem komitetów okręgowych KPP w Warszawie, Zagłębiu Dąbrowskim i dwukrotnie w Łodzi. Delegat na IV Zjazd KPP w Moskwie w 1927. W latach 1929–1933 więziony za działalność komunistyczną na Pawiaku i Mokotowie, był starostą komun więziennych. W 1934 został kierownikiem Wydziału Rolnego KC KPP, a w 1935 członkiem Sekretariatu Krajowego KC KPP. 7 kwietnia 1935 został aresztowany wraz z Czesławem Skonieckim. W procesie bronił go adwokat Teodor Duracz. 
Więziony od października 1936 do września 1939 r. w Rawiczu (odsiadywał wyrok 12 lat więzienia), z którego wydostał się po wybuchu II wojny światowej. 
Od 1939 r. do 1941 r. działał w sowieckich strukturach władzy w okręgu białostockim, od listopada 1940 r. do wybuchu wojny niemiecko-sowieckiej był przewodniczącym Rejonowego Komitetu Wykonawczego (Rejonispołkomu) w Łapach. W roku 1941 (inwazja Niemiec na ZSRR) – w Moskwie.
Nowotko, razem z między innymi Pawłem Finderem i Bolesławem Mołojcem, współtworzył tzw. „pierwszą grupę inicjatywną” odbudowy partii komunistycznej i jej zbrojnego ramienia w okupowanej Polsce. Od jesieni 1940 r. zaczęła działać Szkoła Polityczna w Nagornoje, a potem w Puszkino pod Moskwą, której słuchaczem był m.in. Nowotko. W pierwszych dniach lipca 1941 r., po wybuchu wojny radziecko-niemieckiej, Georgi Dimitrow wezwał całą grupę polską z Puszkino i oświadczył, że Komintern zgadza się na utworzenie partii komunistycznej w Polsce, a oni mają być jej trzonem. We wrześniu 1941 r. na kolejnym spotkaniu ustalono nazwę partii oraz kierownictwo w składzie: przewodniczący Grupy Marceli Nowotko, zastępca Paweł Finder, dowódca organizacji wojskowej Bolesław Mołojec. Deklarację programową, na bazie koncepcji jednolitofrontowych i odnoszących się do haseł walki z okupantem hitlerowskim w celu odzyskania niepodległości, opracował Nowotko.
Już w ZSRR wystąpiły różnice zdań pomiędzy Nowotką, popieranym przez większość członków grupy inicjatywnej, a przewidzianym na dowódcę organizacji wojskowej Bolesławem Mołojcem w sprawie, czy organizacja polityczna ma być nadrzędna wobec wojskowej, czy też organizacja wojskowa i jej działalność ma być nadrzędna wobec organizacji i działalności politycznej, która będzie tylko reprezentowana w organizacji wojskowej przez wydziały polityczne, podległe dowódcom oddziałów wojskowych. Po szkoleniu wojskowym w końcu września Grupę skierowano do Wiaźmy, gdzie czekano na sprzyjające warunki pogodowe do wylotu do Polski. Nowotko wraz z Grupą inicjatywną został 27 grudnia 1941 zrzucony na terytorium polskie (podczas zrzutu Nowotko złamał nogę, a ponadto została zgubiona radiostacja). „Grupa inicjatywna” nawiązała kontakty z kilkoma konspiracyjnymi grupami komunistycznymi i po ich scaleniu powołała, po zatwierdzeniu przez Moskwę (Stalin i Georgi Dimitrow z Kominternu), Polską Partię Robotniczą, a wkrótce potem także jej formację zbrojną Gwardię Ludową. Nowotko został pierwszym I sekretarzem (styczeń 1942), natomiast dowódcą GL został Bolesław Mołojec. W 1942 skład kierownictwa PPR-GL przedstawiał się następująco: Marceli Nowotko („Stary”, „Marian”), Pinkus Finder („Paweł”), Bolesław Mołojec („Długi”, „Edward”) (tworzyli tzw. „sekretariat KC”) oraz Małgorzata Fornalska („Jasia”), Franciszek Jóźwiak („Witold”) i, jako sekretarz warszawski, Władysław Gomułka („Wiesław”).
Według relacji Józefa Światły, zbiegłego na Zachód wicedyrektora departamentu X MBP, Marceli Nowotko przy pomocy szefa sztabu GL Franciszka Jóźwiaka (lub tylko za jego wiedzą, jak podają niektóre źródła) stworzył w Gwardii Ludowej specjalną „komórkę dezinformacyjną”, zajmującą się śledzeniem, zdobywaniem pseudonimów, nazwisk i adresów działaczy podziemia niepodległościowego i Armii Krajowej.
Informacje te przekazywano następnie do Gestapo pocztą lub za pośrednictwem umieszczonych w Gestapo agentów sowieckiego wywiadu. Celem tych działań było rozbicie i zlikwidowanie podziemnych struktur AK.
Według badań Roberta Spałka, historyka IPN, źródłem doniesień Światły, który na polecenie Bolesława Bieruta udowodnić miał istnienie prowokacji w partii (kierowanej przez uwięzionych wówczas Władysława Gomułkę i Mariana Spychalskiego), są głównie zeznania złożone przez torturowanego w śledztwie Spychalskiego – sugerowane mu przez oficerów X departamentu (w tym samego Józefa Światłę). Zeznania te zostały odwołane przez niego w 1956 roku. Józef Światło nie tłumaczy też, jak zdołał odtworzyć ostatnią rozmowę dwóch nieżyjących ludzi, skoro w 1942 pracował w ZSRR jako robotnik.
Nowotko był żonaty z Eufemią Gralak (aresztowaną przez Niemców 21 października 1942), z którą miał syna Zbigniewa, poległego w powstaniu warszawskim.

## Śmierć

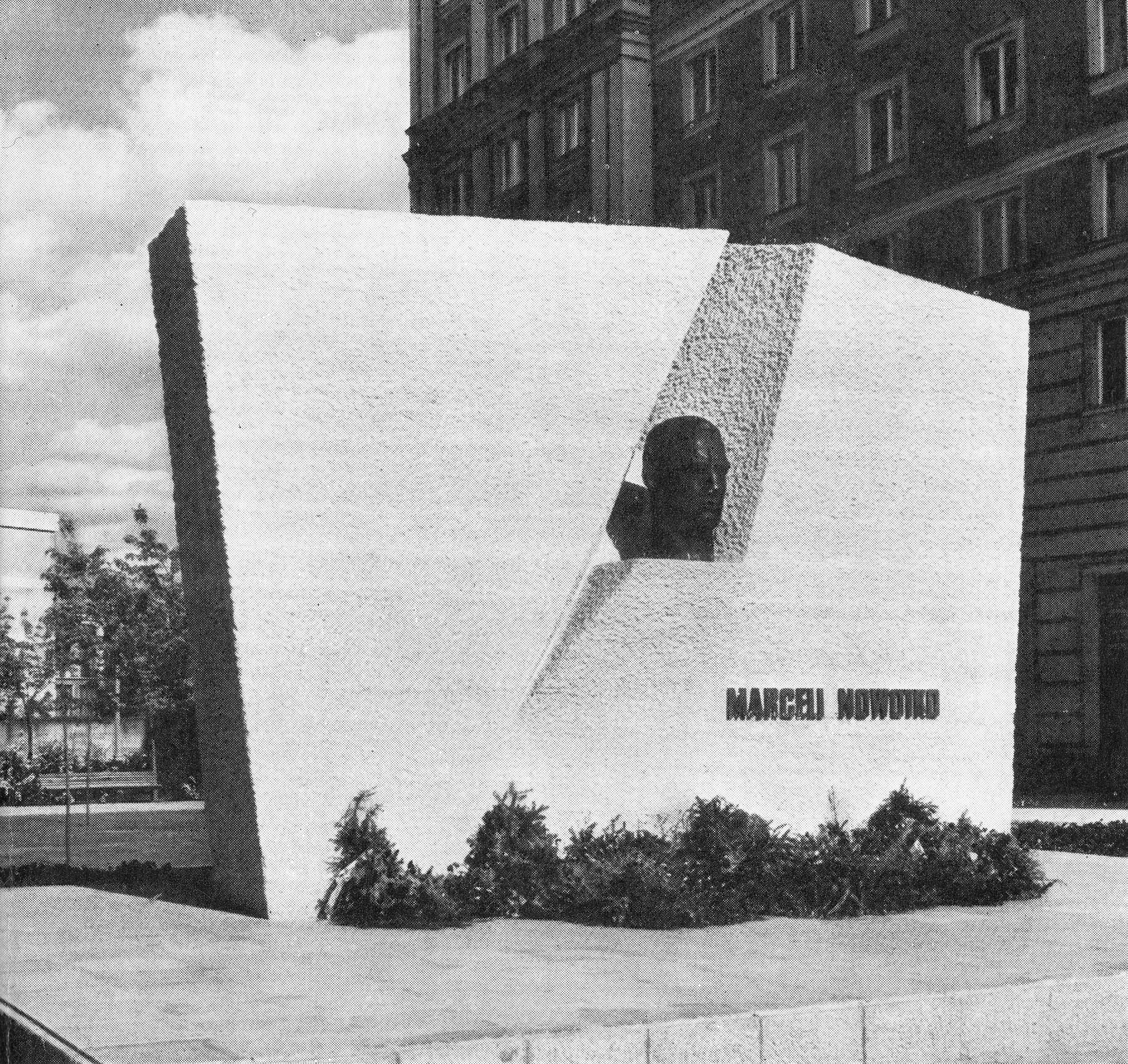
Pomnik Marcelego Nowotki odsłonięty w 1968 przy ulicy jego imienia w Warszawie (rozebrany po 1989)

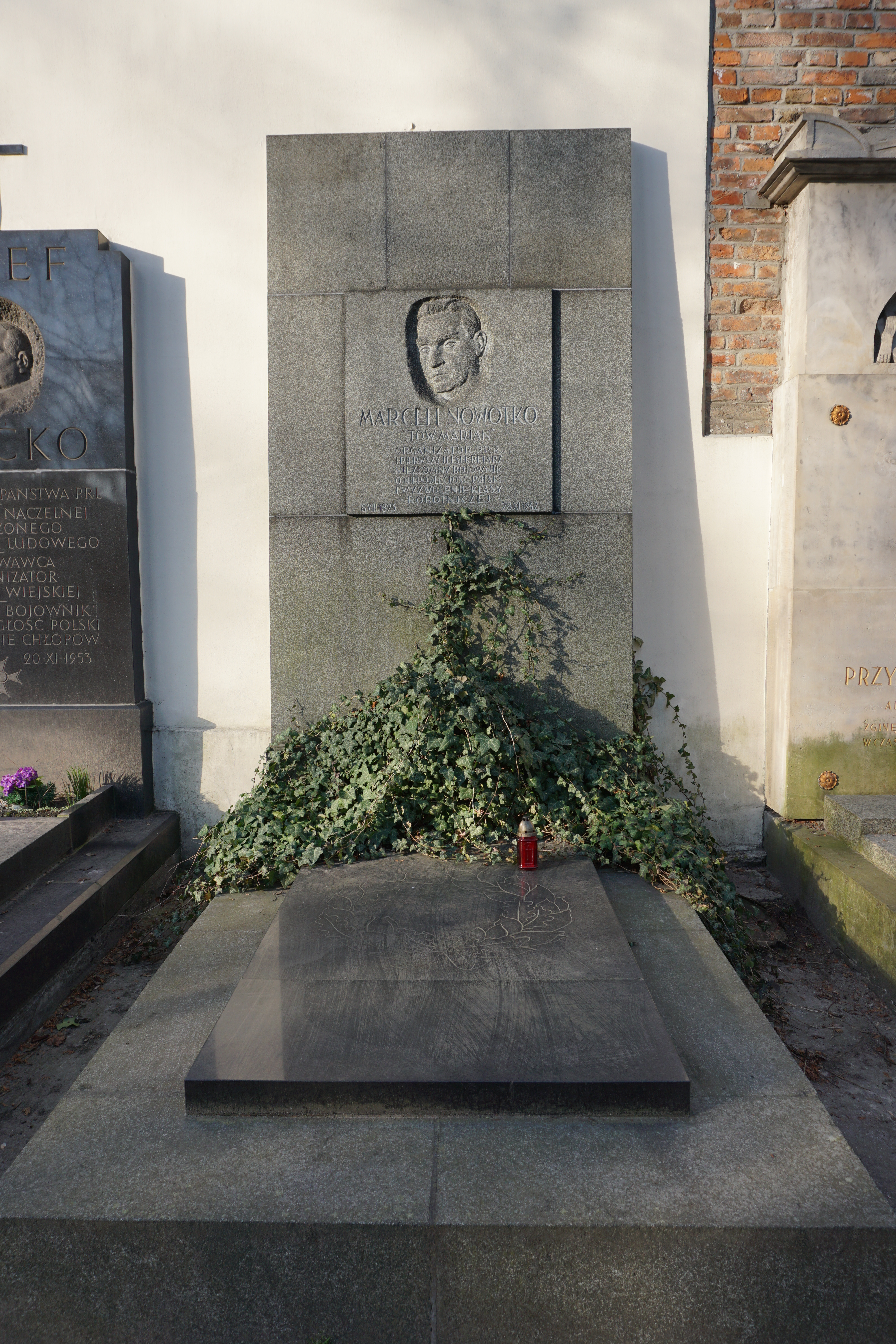
Grób Marcelego Nowotki na cmentarzu Powązkowskim

28 listopada 1942 roku na ulicy koło Dworca Zachodniego w Warszawie granatowa policja znalazła zwłoki Marcelego Nowotki. Powiadomieni o tym Paweł Finder i Małgorzata Fornalska wiedząc, że tego dnia Nowotko był umówiony z Bolesławem Mołojcem, próbowali się skontaktować z tym ostatnim. Udało się to dopiero po 3 dniach. Mołojec oświadczył, że spotkał się z Nowotką, ale po krótkiej rozmowie rozstali się i nie wie, co się dalej stało. Po kilku dniach zmienił zdanie i oświadczył Finderowi i Fornalskiej, że zostali z Nowotką napadnięci przez nieznanych sprawców, a Nowotko zginął zastrzelony. Zapytany, czemu uciekł, zostawiając Nowotkę, odpowiedział, że stchórzył i ratował samego siebie. Wyraził pogląd, że napadu mogła dokonać AK.
5 grudnia Mołojec zawiadomił Komintern (Dimitrowa, który „opiekował się” PPR) o śmierci Nowotki w wyniku zamachu podziemia londyńskiego i o fakcie przejęcia funkcji sekretarza PPR przez samego Mołojca. O swoim spotkaniu z Nowotką nie poinformował. Za pośrednictwem lekarza – członka PPR oraz oficera granatowej policji – uzyskano informację, że Nowotko nie został obrabowany po śmierci, ani też zabity przez Gestapo. Podejrzenia skupiły się na Mołojcu, który ponoć niezgodnie z poczynionymi jeszcze w ZSRR ustaleniami, w myśl których ewentualnym następcą Nowotki miał być Finder, przejął kontrolę nad radiostacją i zaczął podpisywać depesze jako sekretarz KC. Po śledztwie przeprowadzonym przez Edwarda Bonisławskiego, lecz bez przesłuchania samego zainteresowanego i bez wiedzy Moskwy 29 grudnia Finder, Fornalska, Jóźwiak i Gomułka ze względu na zagrożenie dla podziemnej działalności PPR podjęli decyzję o likwidacji Mołojca, która została dokonana przez Jana Krasickiego i Mieczysława Hejmana tego samego dnia na ul. Kamienne Schodki.
Na posiedzeniu KC PPR 31 grudnia powołano komisję partyjną na czele z darzonym autorytetem Teodorem Duraczem („Profesor”), która miała zbadać sprawę i przedstawić partii wyniki swojej działalności po wojnie. W skład komisji Duracza weszli również Fornalska i Aleksander Kowalski (prywatnie przyjaciel Bolesława Mołojca). Komintern poinformowano o całej sprawie 8 stycznia 1943 r. Komisja Duracza ustaliła, że 28 listopada (w dniu, w którym zginął Nowotko) brat Bolesława Mołojca – Zygmunt, ps. Anton, będący ówcześnie kierownikiem wydziału informacji Sztabu Głównego Gwardii Ludowej – pobierał broń z konspiracyjnego magazynu celem likwidacji prowokatora w szeregach PPR. W tej sytuacji po rozmowach wyjaśniających z Zygmuntem Mołojcem wyrokiem śmierci objęto również jego. Wyrok został wykonany.
Władysław Gomułka dość dokładnie omówił sprawę Mołojców i Nowotki w swoich wspomnieniach – do 1977 był przekonany, że Bolesław Mołojec kazał bratu zabić Nowotkę na tle ambicji osobistych i braku zrzutów broni dla GL. Zygmunt Mołojec był nieświadomym narzędziem w rękach brata, jednak ze względu na warunki konspiracyjne i deklarowaną po śmierci brata chęć zemsty nie można było pozostawić go przy życiu. W 1977 r. odbył rozmowę z ówczesnym sekretarzem KC PZPR Andrzejem Werblanem, w wyniku której dowiedział się o możliwości wprowadzenia go w błąd przez Pawła Findera (np. według Findera Mołojec podał, że zabójcami mieli być „sikorszczacy” – członkowie Armii Krajowej, choć w depeszy do Kominternu takiego sformułowania nie ma). Gomułka podaje również odwrotną kolejność wykonania wyroków na braci Mołojców – najpierw zginął egzekutor Nowotki, Zygmunt, który przyznał się podczas przesłuchania, przez wysłanego w tym celu człowieka, do zastrzelenia wskazanego mu przez brata „prowokatora”, potem zaś Bolesław, którego wina została w ten sposób udowodniona. Nowym podejrzanym stał się Paweł Finder, który – podając członkom KC PPR wybrane fakty – mógł zasugerować winę Mołojca i spowodować wydanie na niego wyroku śmierci.
Okoliczności śmierci Marcelego Nowotki nigdy nie zostały do końca wyjaśnione i budzą wiele kontrowersji. Były kilkakrotnie badane przez komisje partyjne (m.in. w roku 1948 i 1977). Również historycy podają wiele możliwych wersji wydarzeń. Podaje się różne motywy działania braci Mołojców (ambicje, patriotyzm, współpraca z Gestapo, z NKWD, z AK, a nawet choroba psychiczna). Brani są pod uwagę inni zabójcy. Według publicysty Dariusza Baliszewskiego, opierającego się na relacji por. Stanisława Janusza Sosabowskiego („Stasinek”) – ujawnionej w dwa lata po jego śmierci – Nowotkę zastrzelili dwaj żołnierze Kolegium A Kedywu (Kierownictwa Dywersji) Warszawskiego – Krzysztof Sobieszczański („Kolumb”, pierwowzór bohatera powieści Romana Bratnego) i Jan Barszczewski („Janek”), na polecenie Antoniego Chruściela („Monter”), komendanta warszawskiego okręgu AK. Jednak ani generał Chruściel, ani jakikolwiek dokument czy raport AK tego nie potwierdza, zaś rzekomi wykonawcy wyroku należeli wówczas do TOW, która dopiero w marcu 1943 (a więc ponad 3 miesiące po zamachu) została scalona z AK.
Marceli Nowotko został pochowany na Bródnie. Po zakończeniu wojny jego zwłoki wydobyto i złożono w alei zasłużonych na cmentarzu Powązkowskim (grób 22).
3 stycznia 1945 uchwałą Prezydium KRN Marceli Nowotko został pośmiertnie odznaczony Orderem Krzyża Grunwaldu I klasy. W okresie PRL-u jego imieniem nazwano wiele szkół, zakładów pracy, ulic i innych obiektów. W wielu miejscowościach odsłonięto tablice i pomniki poświęcone jego pamięci.